# Baryceros tricolor
Baryceros tricolor là một loài tò vò trong họ Ichneumonidae.